# Night Songs
Night Songs är den amerikanska hårdrocksgruppen Cinderellas debutalbum från 1986. Det producerades av Andy Johns och släpptes på skivbolaget Mercury Records i USA och Vertigo Records i Europa. På albumet återfinns singlarna Shake Me, Nobody's Fool och Somebody Save Me som alla sålde bra i USA, särskilt Nobody's Fool som nådde 13:e plats på den amerikanska singellistan.

## Låtlista
Alla låtar är skrivna av Tom Keifer.
1. Night Songs - 4:12
2. Shake Me - 3:44
3. Nobody's Fool - 4:49
4. Nothin' for Nothin' - 3:33
5. Once Around the Ride - 3:22
6. Hell on Wheels - 2:49
7. Somebody Save Me - 3:16
8. In from the Outside - 4:07
9. Push Push - 2:52
10. Back Home Again - 3:30

## Medverkande
- Tom Keifer - sång, gitarr, piano
- Eric Brittingham - bas
- Jeff LaBar - gitarr
- Fred Coury - trummor
- Barry Bennedetta - gitarr
- Jeff Paris - keyboard
- Jody Cortez - trummor
- Jim Drnec - trummor
- Tony Mills - bakgrundssång
- Jon Bon Jovi - bakgrundssång på Nothing' for Nothin' och In from the Outside